# Chaetosphaeria lapaziana
Chaetosphaeria lapaziana är en svampart som först beskrevs av Carroll & Munk, och fick sitt nu gällande namn av F.A. Fernández & Huhndorf 2005. Chaetosphaeria lapaziana ingår i släktet Chaetosphaeria och familjen Chaetosphaeriaceae.   Inga underarter finns listade i Catalogue of Life.